# ستيفاني روش
ستيفاني روش (بالإنجليزية: Stephanie Roche)‏ (13 يونيو 1986 بدبلن في جمهورية أيرلندا - ) هي لاعبة كرة قدم أيرلندية في مركز الهجوم. شاركت مع منتخب جمهورية أيرلندا لكرة القدم للسيدات. أما مع النوادي، فقد لعبت مع نادي سندرلاند وهيوستن داش وDundalk City L.F.C. ‏ وStella Maris F.C. ‏ وASPTT Albi ‏ وPeamount United F.C. ‏ وRaheny United F.C. ‏ وسندرلاند للسيدات ‏.

## وصلات خارجية
- ستيفاني روش على موقع الاتحاد الأوربي (الإنجليزية)
- ستيفاني روش على موقع قاعدة بيانات كرة القدم.إي يو (الإنجليزية)
- ستيفاني روش على موقع Soccerway.com (الإنجليزية)
- ستيفاني روش على موقع عالم كرة القدم.نت (الإنجليزية)